# Johann Blasius Santini-Aichl

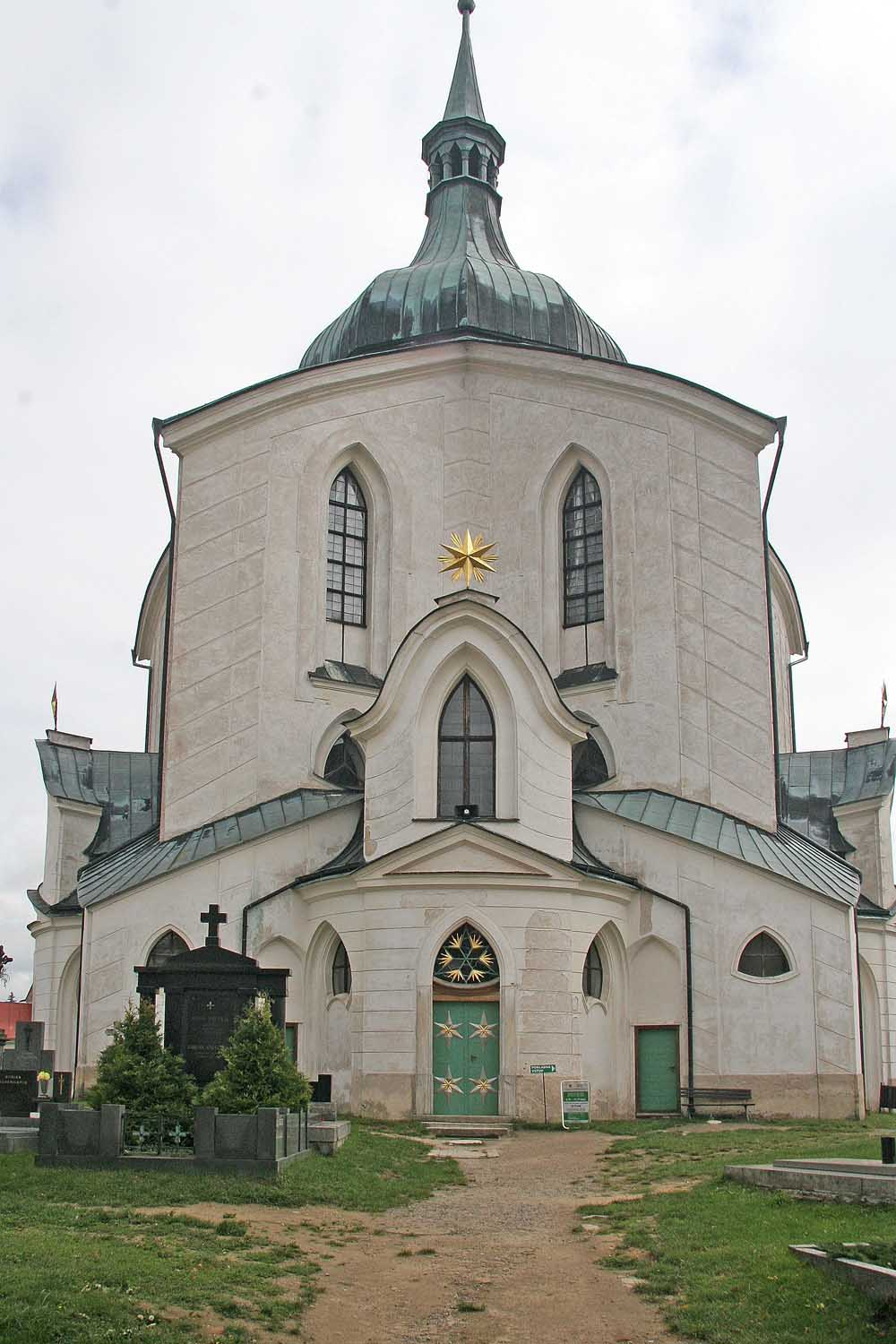
Wallfahrtskirche Zelená Hora

Johann Blasius Santini-Aich[e]l (auch: Giovanni Santini-Aich[e]l; tschechisch: Jan Blažej Santini-Aichel; * 3. Februar 1677 in Prag; † 7. Dezember 1723 ebenda) war ein böhmischer Architekt und Maler des Spätbarock.

## Familie und Beruf
Johann Santini-Aichl entstammte einer um 1650 aus Cadempino nach Böhmen zugewanderten Steinmetzfamilie. Seine Ausbildung als Maler erhielt er vermutlich bei Christian Schröder. Die anschließenden Wanderjahre führten ihn nach Holland, England, Italien und Wien. 1699 kehrte er nach Prag zurück. 1703 ließ er sich als Baumeister dauerhaft in Prag nieder und erwarb 1705 das Prager Bürgerrecht. 1707 heiratete er die Tochter seines inzwischen verstorbenen Lehrers Christian Schröder, Veronika Elisabeth († 1720). Nach deren Tod ging er mit Antonia Ignatia, einer Schwester des Prager Dompropstes Zdenko Georg Chřepicky von Modlischowitz, eine zweite Ehe ein.
Seine Auftraggeber waren überwiegend kirchliche Institutionen und Adelsfamilien aus Böhmen und Mähren, unter anderem das Zisterzienserkloster Zbraslav und dessen Abt Wolfgang Lochner OCist. Neben Kilian Ignaz Dientzenhofer zählte er zu den herausragenden Baumeistern des böhmischen Spätbarock. In seinen Bauten verband er barocke und gotische Stilelemente und schuf damit den als Barockgotik bezeichneten Baustil.
Nach seinem Tode im Alter von nur 46 Jahren blieben einige seiner Bauten unvollendet. Im Marstall des ehemaligen Zisterzienserklosters in Saar an der Sazau befindet sich eine Gedenkstätte für ihn.

## Objekte, die zum UNESCO-Weltkulturerbe gehören
- Kloster Sedlec in Kuttenberg: Klosterkirche (1703–1710; zusammen mit Paul Ignaz Bayer)
- Wallfahrtskirche Zelená Hora: Kirche des hl. Johannes von Nepomuk (1720–22)

## Weitere Werke

### In Prag
- Morzin-Palais (heute: Außenministerium)
- Nostitz-Palais (Nostický palác)
- Schönborn-Palais (Schönbornský palác)
- Thun-Hohenstein-Palais
- St.-Gallus-Kirche (Kostel svatého Havla): Eingangsfassade
- Kirche Mariä Himmelfahrt und Karl der Große im Augustiner-Chorherrenstift Prag-Karlshof: Barockisierung des Innenraums und Heilige Stiege (1708)

### In anderen Orten
- Bad Bielohrad: Umbau des Kastells zu einem Barockschloss.
- Schloss Karlova Koruna (zusammen mit Franz Maximilian Kaňka).
- Humpolec: Barockumbau der Dekanatskirche St. Nikolai.
- Schloss Jaroměřice: Kirche zur Kreuzaufrichtung.
- Wallfahrtskirche Křtiny: Pläne für die Wallfahrtskirche.
- Kloster Kladruby: Klosterkirche St. Maria.
- Königgrätz: ehemaliges Jesuitenkolleg (zusammen mit Paul Ignaz Bayer); Rückfront der bischöflichen Residenz.
- Wallfahrtskirche Mariánská Týnice.
- Zisterzienserkloster Zbraslav: Konventgebäude (fertiggestellt von Franz Maximilian Kaňka).
- Kopidlno: Kirche St. Jakob.
- Kloster Plasy: Barockisierung der Klosteranlage und Pläne für das Konventgebäude (fertiggestellt durch Kilian Ignaz Dientzenhofer).
- Abtei Rajhrad: Klosteranlage.
- Radešín, Umbau des Schlosses, 1706–1710.
- Saar an der Sazau: Ab 1706 Umbau der Klosterkirche Mariä Himmelfahrt.
- Kloster Seelau: Nach 1712 Barockisierung der Klosterkirche Mariä Geburt und der Klostergebäude.
- Wallfahrtskirche Zelená Hora: In den Jahren 1719–1722 errichtet.